# میکائلا کوبات
میکائلا کوبات (انگلیسی: Michaela Kubat؛ زادهٔ ۲۷ سپتامبر ۱۹۶۹) بازیکن فوتبال اهل آلمان است.